# Cygnus CRS Orb–3

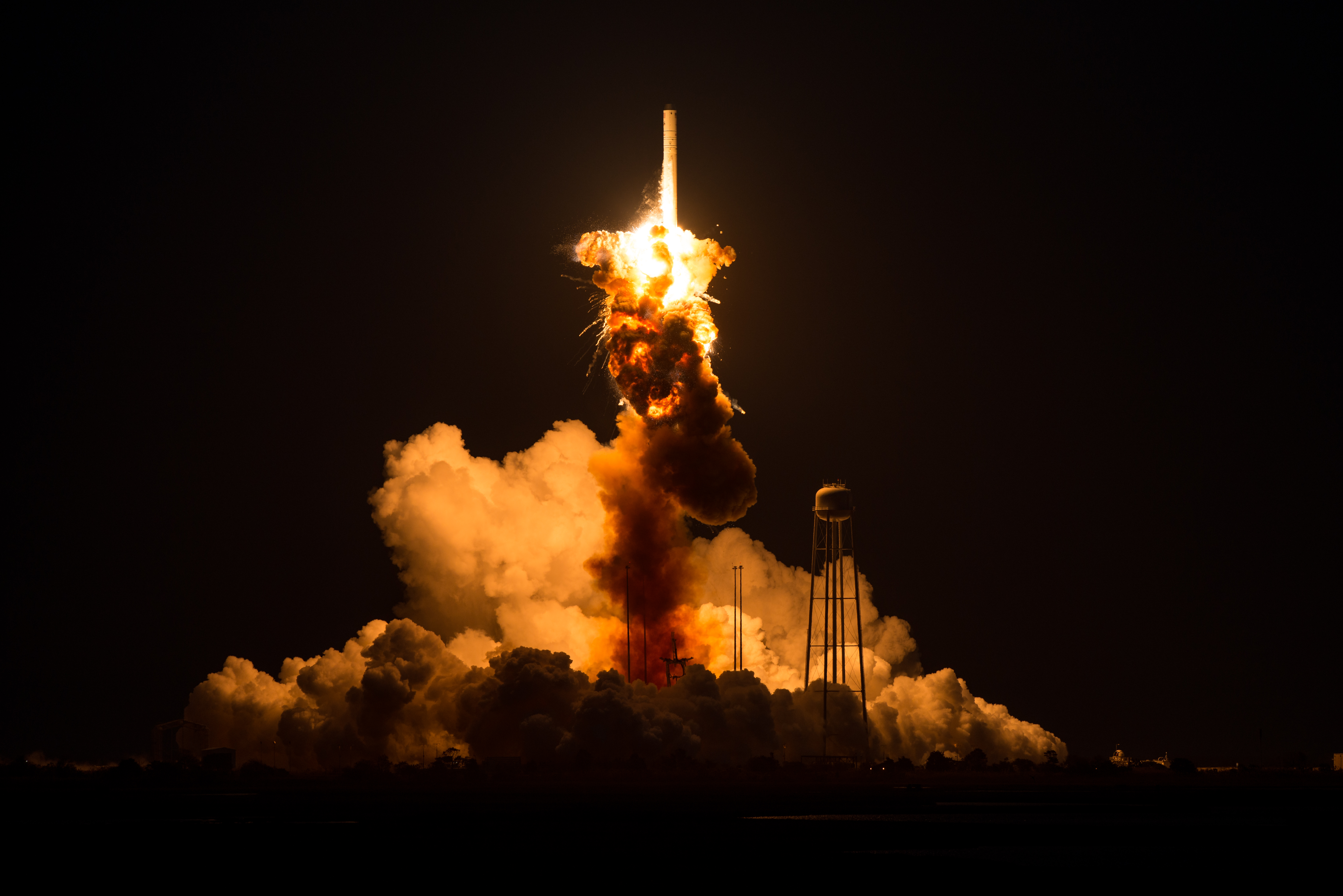
Az indítást követő robbanás

A Cygnus CRS Orb–3 az amerikai Cygnus teherűrhajónak a Nemzetközi Űrállomáshoz (ISS) tervezett sikertelen repülése volt 2014. október 28-án. Ez volt a Cygnus űrhajó negyedik indítása, az előző három indítás sikeres volt. Az űrhajót hordozó Antares 130 hordozórakéta az indítást követő másodpercekben, a Föld közelében felrobbant.
Az Orbital cég vizsgálata szerint az indítás során az első fokozat szovjet eredetű AJ26 hajtóművének működésénél tapasztaltak rendellenességet, ezért döntöttek a rakéta megsemmisítése mellett. Emiatt a cég felhagy ennek a hajtóműtípusnak a további használatával.